# 박형원 (조선)
박형원(朴逈源, 생몰년 미상)은 조선 후기 정조 임금 치세 시대의 효자이다.

## 생애
그의 본관은 반남(潘南)이고 아호는 산남(山南)인데, 타고날 때부터 효성이 매우 지극하였다 한다.
하여 그는 어려서도 남달리 효성이 지극한 터라 부모님의 말씀을 거역한 적이 없었고, 무슨 일이든 부모의 허락을 기다린 후에 행습하였으며 부모님의 병환이 있는 중에는 먼 길도 마다 않고 효험 있는 약을 구하였으며 병수발을 할 때 한시도 부모 곁을 비우지 않은 채 지극히 정성을 다했다 한다. 이후 부모님이 돌아가시자 세상 사람들이 좋다 하는 음식을 전혀 입에 대지 않은 채 삼년상 내내 거친 음식과 죽만을 먹고 지낸 채 상제로서의 도리를 다했다 한다. 그의 이러한 연유로 인하여 충청도 진천 마을 사람들과 호서 지방 유림들이 여러 차례 행적을 적어 상신하였고, 효자로 천거를 받았다 한다. 하여 덕분에 1787년에서 1789년까지 2년간 충청도 진천군 태수를 지냈다.

## 같이 보기
- 김서현 (신라 시대 만노군 태수)